# Blanka
A Blanka női név egy germán névnek a latinosított formája, ami a spanyol nyelvből vált Európában ismertté. Jelentése: fényes, ragyogó, fehér.

## Rokon nevek
Bianka

## Gyakorisága
A Blanka Magyarországon a 19. század óta használatos, az újszülötteknek adott nevek körében az 1990-es években ritkán fordult elő. A 2000-es években a 42-67., a 2010-es években a 33-47. helyen szerepelt a 100 leggyakrabban adott női név között.
A teljes népességre vonatkozóan a Blanka sem a 2000-es, sem a 2010-es években nem szerepelt a 100 leggyakrabban viselt női név között.

## Névnapok
augusztus 10., október 25., december 1.

## Híres Blankák
- Blanka navarrai hercegnő, champagne-i grófnő, I. Tibold navarrai király anyja
- I. Blanka navarrai királynő
- II. Blanka címzetes navarrai királynő, I. Blanka lánya
- Burgundi Blanka Franciaország királynéja
- Péchy Blanka írónő
- Szávay Blanka teniszező
- Teleki Blanka grófnő
- Blanka Vlašić horvát magasugró
- Bíró Blanka magyar kézilabdakapus
- Nagy Blanka ellenzéki aktivista[6]
- Vas Kata Blanka kerékpárversenyző